# Filippo di Württemberg
Duca Filippo di Württemberg, (nome completo Filippo Alessandro Maria Ernesto di Württemberg) (Neuilly-sur-Seine, 30 luglio 1838 – Stoccarda, 11 ottobre 1917), fu un principe del casato di Württemberg.

## Biografia
Suo padre era il duca Alessandro di Württemberg, figlio del duca Alessandro di Württemberg e della duchessa Antonietta di Sassonia-Coburgo-Saalfeld; sua madre era la principessa Maria d'Orléans, figlia del re dei francesi Luigi Filippo d'Orléans e della regina Maria Amalia.
Venne allevato dai nonni materni, dal momento che la madre morì quando aveva appena 6 mesi. Nel 1848 la famiglia reale fuggì da Parigi a causa della rivoluzione. Il ragazzo tornò da suo padre e visse con lui nel Palazzo Fantaisie a Bayreuth. Nel 1872 fece iniziare i lavori per la costruzione di castel Traunsee, per la consorte e tutta la sua famiglia.

## Matrimonio
Dopo avere chiesto, invano, la mano della duchessa Sofia Carlotta di Baviera, sorella minore dell'imperatrice d'Austria Elisabetta e della regina delle Due Sicilie Maria Sofia, Filippo sposò, il 18 gennaio 1865, nella città di Vienna, l'arciduchessa Maria Teresa d'Asburgo-Teschen, figlia dell'arciduca Alberto d'Asburgo-Teschen e della principessa Ildegarda di Baviera.

Ebbero cinque figli:
- Alberto di Württemberg (1865-1938), sposò l'arciduchessa Margherita Sofia d'Asburgo-Lorena;
- Maria Amelia (1865-1883);
- Maria Isabella di Württemberg (1871-1904), sposò il principe Giovanni Giorgio di Sassonia;
- Roberto di Württemberg (1873-1947), sposò l'arciduchessa Maria Immacolata d'Asburgo-Toscana;
- Ulrico (1877-1944).

Filippo di Württemberg apparteneva al quinto ramo (chiamato linea ducale), della casa di Württemberg, che discende dal settimo figlio di Federico Eugenio di Württemberg. Con l'estinzione del ramo primogenito nel 1921, la linea è diventata la dinastia nuova del ramo ducale della Casa di Württemberg.
Filippo di Württemberg è l'antenato diretto dell'attuale pretendente al trono di Württemberg, Carlo Maria di Württemberg.

## Albero genealogico
|                                         |                                     |                                                 | Genitori                                      |  |  | Nonni |  |  | Bisnonni                           |  |  | Trisnonni                         |  |
|                                         |                                     |                                                 |                                               |  |  |       |  |  | Federico II Eugenio di Württemberg |  |  | Carlo I Alessandro di Württemberg |  |
|                                         |                                     |                                                 |                                               |  |  |       |  |  | Federico II Eugenio di Württemberg |  |  | Carlo I Alessandro di Württemberg |  |
|                                         |                                     | Maria Augusta di Thurn und Taxis                |                                               |  |  |       |  |  | Federico II Eugenio di Württemberg |  |  |                                   |  |
| Alessandro Federico di Württemberg      |                                     |                                                 |                                               |  |  |       |  |  | Federico II Eugenio di Württemberg |  |  |                                   |  |
|                                         |                                     | Federica Dorotea di Brandeburgo-Schwedt         | Federico Guglielmo di Brandeburgo-Schwedt     |  |  |       |  |  |                                    |  |  |                                   |  |
|                                         |                                     | Federica Dorotea di Brandeburgo-Schwedt         | Federico Guglielmo di Brandeburgo-Schwedt     |  |  |       |  |  |                                    |  |  |                                   |  |
|                                         |                                     | Federica Dorotea di Brandeburgo-Schwedt         | Sofia Dorotea di Prussia                      |  |  |       |  |  |                                    |  |  |                                   |  |
| Alessandro di Württemberg               |                                     | Federica Dorotea di Brandeburgo-Schwedt         |                                               |  |  |       |  |  |                                    |  |  |                                   |  |
|                                         |                                     | Francesco Federico di Sassonia-Coburgo-Saalfeld | Ernesto Federico di Sassonia-Coburgo-Saalfeld |  |  |       |  |  |                                    |  |  |                                   |  |
|                                         |                                     | Francesco Federico di Sassonia-Coburgo-Saalfeld | Ernesto Federico di Sassonia-Coburgo-Saalfeld |  |  |       |  |  |                                    |  |  |                                   |  |
|                                         |                                     | Francesco Federico di Sassonia-Coburgo-Saalfeld | Sofia Antonia di Brunswick-Wolfenbüttel       |  |  |       |  |  |                                    |  |  |                                   |  |
| Antonietta di Sassonia-Coburgo-Saalfeld |                                     | Francesco Federico di Sassonia-Coburgo-Saalfeld |                                               |  |  |       |  |  |                                    |  |  |                                   |  |
|                                         |                                     | Augusta di Reuss-Ebersdorf                      | Enrico XXIV di Reuss-Ebersdorf                |  |  |       |  |  |                                    |  |  |                                   |  |
|                                         |                                     | Augusta di Reuss-Ebersdorf                      | Enrico XXIV di Reuss-Ebersdorf                |  |  |       |  |  |                                    |  |  |                                   |  |
|                                         |                                     | Augusta di Reuss-Ebersdorf                      | Carolina Ernestina di Erbach-Schönberg        |  |  |       |  |  |                                    |  |  |                                   |  |
| Filippo di Württemberg                  |                                     | Augusta di Reuss-Ebersdorf                      |                                               |  |  |       |  |  |                                    |  |  |                                   |  |
|                                         | Luigi Filippo II di Borbone-Orléans | Luigi Filippo I di Borbone-Orléans              |                                               |  |  |       |  |  |                                    |  |  |                                   |  |
|                                         | Luigi Filippo II di Borbone-Orléans | Luigi Filippo I di Borbone-Orléans              |                                               |  |  |       |  |  |                                    |  |  |                                   |  |
|                                         | Luigi Filippo II di Borbone-Orléans | Luisa Enrichetta di Borbone-Conti               |                                               |  |  |       |  |  |                                    |  |  |                                   |  |
| Luigi Filippo di Francia                | Luigi Filippo II di Borbone-Orléans |                                                 |                                               |  |  |       |  |  |                                    |  |  |                                   |  |
|                                         |                                     | Luisa Maria Adelaide di Borbone-Penthièvre      | Luigi Giovanni Maria di Borbone-Penthièvre    |  |  |       |  |  |                                    |  |  |                                   |  |
|                                         |                                     | Luisa Maria Adelaide di Borbone-Penthièvre      | Luigi Giovanni Maria di Borbone-Penthièvre    |  |  |       |  |  |                                    |  |  |                                   |  |
|                                         |                                     | Luisa Maria Adelaide di Borbone-Penthièvre      | Maria Teresa d'Este                           |  |  |       |  |  |                                    |  |  |                                   |  |
| Maria d'Orléans                         |                                     | Luisa Maria Adelaide di Borbone-Penthièvre      |                                               |  |  |       |  |  |                                    |  |  |                                   |  |
|                                         |                                     | Ferdinando I delle Due Sicilie                  | Carlo III di Spagna                           |  |  |       |  |  |                                    |  |  |                                   |  |
|                                         |                                     | Ferdinando I delle Due Sicilie                  | Carlo III di Spagna                           |  |  |       |  |  |                                    |  |  |                                   |  |
|                                         |                                     | Ferdinando I delle Due Sicilie                  | Maria Amalia di Sassonia                      |  |  |       |  |  |                                    |  |  |                                   |  |
| Maria Amalia di Borbone-Due Sicilie     |                                     | Ferdinando I delle Due Sicilie                  |                                               |  |  |       |  |  |                                    |  |  |                                   |  |
|                                         |                                     | Maria Carolina d'Asburgo-Lorena                 | Francesco I di Lorena                         |  |  |       |  |  |                                    |  |  |                                   |  |
|                                         |                                     | Maria Carolina d'Asburgo-Lorena                 | Francesco I di Lorena                         |  |  |       |  |  |                                    |  |  |                                   |  |
|                                         |                                     | Maria Carolina d'Asburgo-Lorena                 | Maria Teresa d'Austria                        |  |  |       |  |  |                                    |  |  |                                   |  |
|                                         |                                     | Maria Carolina d'Asburgo-Lorena                 |                                               |  |  |       |  |  |                                    |  |  |                                   |  |